# Inquisição portuguesa

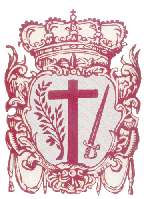
Selo da Inquisição Portuguesa

A Inquisição Portuguesa, também conhecida como Tribunal do Santo Ofício, foi uma instituição da Igreja Católica que perseguia, julgava e punia pessoas acusadas de cometer crimes considerados heréticos. A heresia mais frequentemente perseguida pelo tribunal eram as alegadas práticas judaizantes dos chamados cristãos-novos. As suas datas de fundação e extinção são respetivamente 23 de maio de 1536 e 31 de março de 1821.
Foi formalmente instituída em Portugal por meio de uma solicitação de 1515 em que o rei D. Manuel I havia requisitado a instalação da Inquisição, para poder cumprir com um compromisso de casamento que havia selado com Maria de Aragão. No entanto, foi apenas depois da sua morte, em 1536, durante o reinado de D. João III, que o papa Paulo III concordou com sua fundação. A Inquisição Portuguesa cobriu todos os territórios do Império ultramarino português.
Inicialmente, as colónias brasileiras serviram como refúgio para os perseguidos pela Inquisição (principalmente descendentes de judeus). Após a divisão do território em capitanias hereditárias, em 1534, a imigração voluntária intensificou-se.
A atuação da Inquisição no Brasil teve início tardiamente. Inicialmente funcionou por meio de visitações, mas posteriormente a ação da Inquisição passou a se apoiar cada vez mais nos agentes locais, cujas denúncias eram enviadas para o tribunal de Lisboa, onde eram analisadas por parte dos inquisidores e retornadas com o eventual mandato de prisão. Portugal nunca chegou a criar um tribunal da Inquisição no Brasil.

## Origem
Em 1478 o papa Sisto IV emitiu uma bula papal que permitiu a instalação da Inquisição em Castela, o que criou uma forte onda de imigração de judeus e hereges a Portugal.
Em 5 de dezembro de 1496, por consequência de uma cláusula presente no seu contrato de casamento com a princesa Isabel de Espanha, D. Manuel I assinou uma ordem que obrigou todos os judeus a escolher entre deixar Portugal ou se converter. Contudo, o número de conversões voluntárias foi bastante menor que o esperado e o rei decidiu fechar todos os portos de Portugal (exceto o de Lisboa) para impedir a fuga desses judeus.

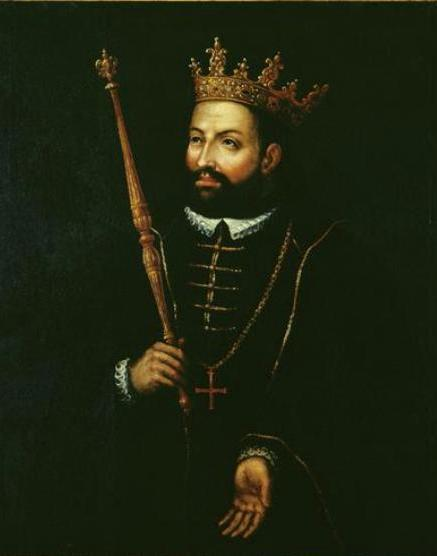
D. João III, rei de Portugal, no momento do surgimento da Inquisição

Em abril de 1497 foi publicada uma ordem para que no domingo de Páscoa fossem retirados à força todos os filhos e filhas de judeus com menos de 14 anos de idade que tivessem escolhido deixar Portugal em de se converterem. Muitas dessas crianças foram então distribuídas pelas cidades e vilas do país para serem educados segundo a fé cristã e às custas do rei, não se sabendo quantas conseguiram regressar às suas famílias biológicas. Em outubro de 1497, os judeus que não fugiram acabaram arrastados também à força para a pia batismal. Com essas medidas, surgiram então os chamados cristãos-novos que na época eram considerados um problema de ordem social.
Porém, num momento em que D. Manuel necessitava dos investimentos dos judeus, conseguiu evitar que eles fossem oficialmente discriminados por sua origem judaica, mas não conseguiu realizar um programa que os integrasse de maneira social e religiosa à antiga minoria. Esses eventos resultaram, em 1506, no Massacre de Lisboa, quando milhares de cristãos-novos foram mortos pelos antigos cristãos de Portugal. Após a matança, o rei puniu os responsáveis pelo massacre, e renovou os direitos que os judaizantes possuíam em 1497, que davam aos cristãos-novos o privilégio de não serem inquiridos por seus chamados "delitos de fé", além de autorizá-los a sair livremente de Portugal.
Nesse momento, a Inquisição espanhola começou a questionar a fé de D. Manuel, uma vez que ele se dizia católico mas amparava os hereges refugiados do reino vizinho, o que levou o rei a adotar uma política mais severa contra os cristão-novos. Contudo, ele conseguiu também cuidar da autonomia jurisdicional dos seus territórios e recusou as invasivas pretensões dos inquisidores castelhanos.
No final do verão de 1515, D. Manuel escreveu ao papa Leão X um pedido de autorização para fundar um Tribunal da Inquisição em Portugal, negando abertamente os privilégios dados aos conversos em 1497. De qualquer forma, a Inquisição não foi estabelecida em Portugal nesse momento, provavelmente devido à resposta negativa dada pelo papa.
Após a morte de D. Manuel, D. João III assumiu o trono português em 1521 e, em 1522, renovou os privilégios dados aos cristãos-novos em 1497 e concedeu também, em 1524, a liberdade para que saíssem de Portugal.

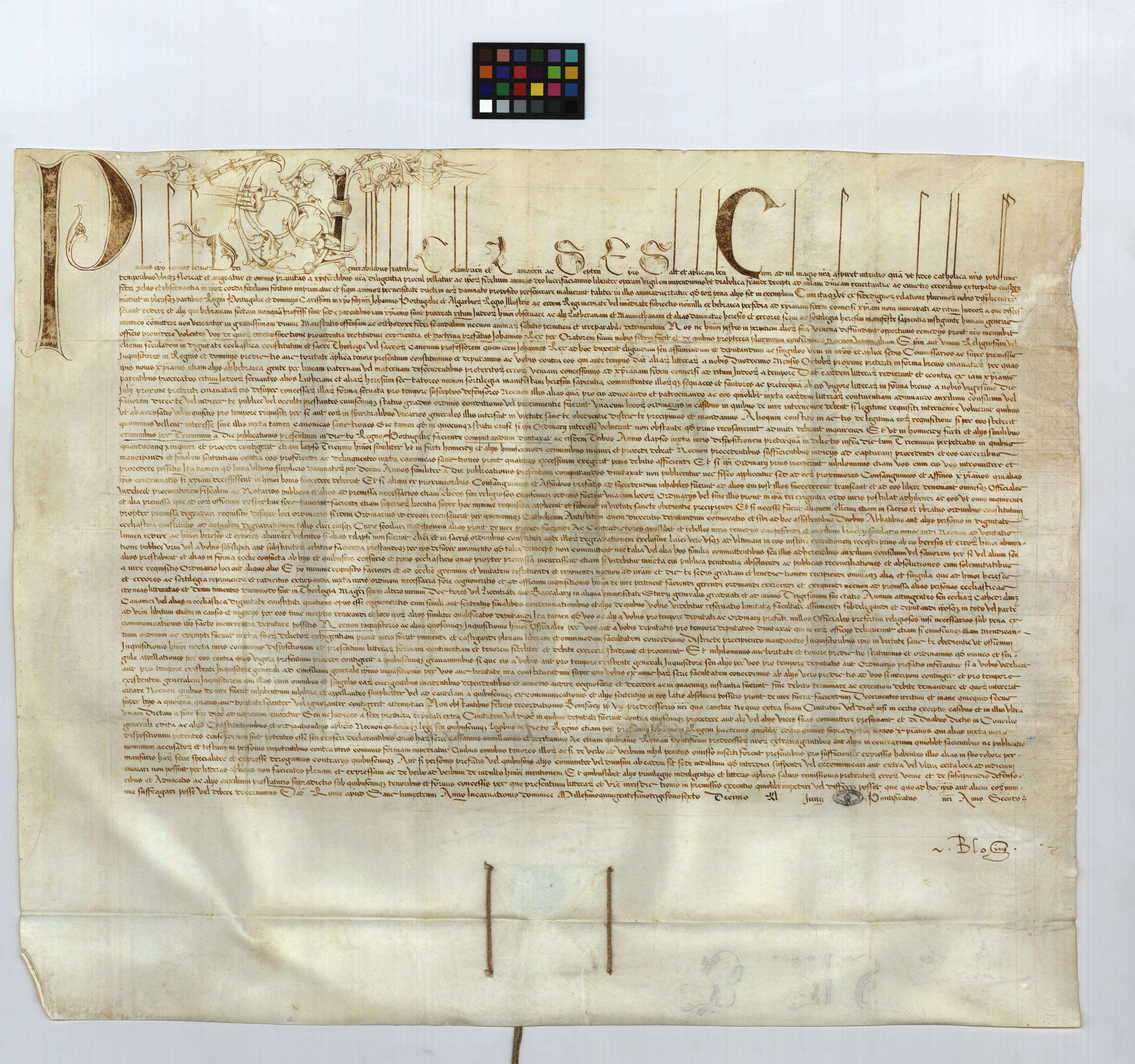
Bula "Cum ad nihil magis" do papa Paulo III dirigida aos bispos de Coimbra, Lamego e Ceuta pela qual foram constituídos seus comissários e inquisidores no Reino de Portugal

Em 1531 ocorreu um sismo em Lisboa, um terramoto de grandes proporções cuja causa foi atribuída pela população portuguesa ao criptojudaísmo dos cristãos-novos. Isso levou a que D. João III fosse convencido por Alonso Manrique de Lara, o inquisidor geral, a pedir que a Inquisição fosse instaurada, superando as fortes resistências que ainda havia na corte. Nas semanas seguintes ao terramoto, o rei escreveu ao seu emissário em Roma, D. Brás Neto, para que o papa lhe concedesse autorização para fundar em Portugal um tribunal do Santo Ofício análogo ao espanhol, porém, a relação entre Portugal e Roma estava muito frágil, uma vez que Portugal havia entrado em crise no final dos anos 1520. Em resposta, a corte portuguesa tentou obter de Roma maior controlo dos bens eclesiásticos. A recusa originou um choque frontal entre Portugal e o papado, momento em que também se inseriu a negociação para a fundação do Santo Ofício lusitano. Em 1531 também ocorreu a aceleração da queda política do Escrivão da Puridade D. Miguel da Silva, bispo cortesão, contrário à fundação da Inquisição, que anos depois se tornou um dos principais aliados da Cúria Romana contra às pretensões da corte portuguesa e um interessado protetor da causa dos cristãos-novos.
Em dezembro de 1531, o papa Clemente VII publicou finalmente a bula de fundação do Santo Ofício em Portugal, que chegou ao país apenas em 1532, e provocou "uma extenuante confrontação" sobre a publicação da bula entre os partidários da Inquisição, favorecidos por D. Catarina e pelo infante D. Luís, mas também apoiados abertamente por Carlos V, e os membros da corte mais ligados aos cristãos-novos, provavelmente devido a interesses económicos. Desse modo, a bula acabou suspensa pelo papa em outubro. Nesse momento ocorreu então uma fase de negociação com a cúria pontifícia, que foi finalizada em 12 de outubro de 1535, com o papa Paulo III. O pontífice concedeu o perdão geral aos cristãos-novos portugueses e as condições para esse perdão foram combinadas com a corte lusitana.
A Inquisição foi estabelecida em 23 de maio de 1536, em ordem do papa Paulo III pela bula de nome "Cum ad nihil magis", e estabelecida a censura de publicações impressas, começando pela proibição da Bíblia em outras línguas que não o latim. O primeiro auto de fé da história do Santo Ofício lusitano aconteceu em Lisboa, 26 de setembro de 1540.
Depois de mais algumas dificuldades diplomáticas com Roma e também da suspensão temporária da execução de sentenças a partir de 1544, o ano chave para o funcionamento do Santo Ofício se deu em 1548.

## Organização

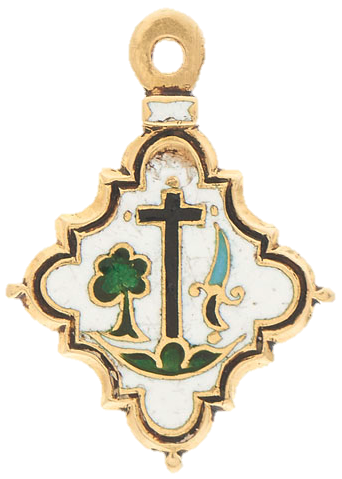
Pendente da Medalha de Familiar do Santo Ofício

### Agentes da Inquisição
Em 1542, após selar um acordo com Roma sobre o reconhecimento dos seus poderes, o Reino de Portugal iniciou um projeto que visava expandir sua doutrina de fé para além do continente europeu. A Inquisição era constituída, acima de tudo, de um ideal coercitivo, moralizante e de cunho político dominador. Esse projeto de extensão teve a participação de cardeais e príncipes na sua criação, a saber: o dominicano Jéronimo de Azambuja, os canonistas Ambrósio Campelo e Jorge Gonçalves Ribeiro, e o cardeal infante D. Henrique, irmão de D. João III. A forma que o Santo Ofício mantinha o seu funcionamento era por meio da delegação de poder inquisitorial aos representantes eclesiásticos. Os missionários jesuítas tiveram grande participação nesse processo. O objetivo deles, sob o serviço dos inquisidores, era fazer a inspeção e observância da fé e dos bons costumes. As suas visitas eram feitas no Brasil, na Índia e algumas colónias africanos. Se durante as suas visitas encontrassem alguma falta digna de punição, esses inquisidores reportavam os condenados ao conselho e estes eram julgados. Os inquisidores eram os principais funcionários e acumulavam as funções de investigador e juiz nos tribunais do Santo Ofício. Além disso, os tribunais possuíam todo um aparato de funcionários burocráticos e suas próprias prisões onde os acusados eram presos. Por fim, os chamados familiares do Santo Ofício eram oficiais da Inquisição que não faziam parte do clero — eram habitualmente membros da nobreza — e estavam espalhados por todo o território português, podendo entre outras coisas efectuar prisões.

### Tribunais

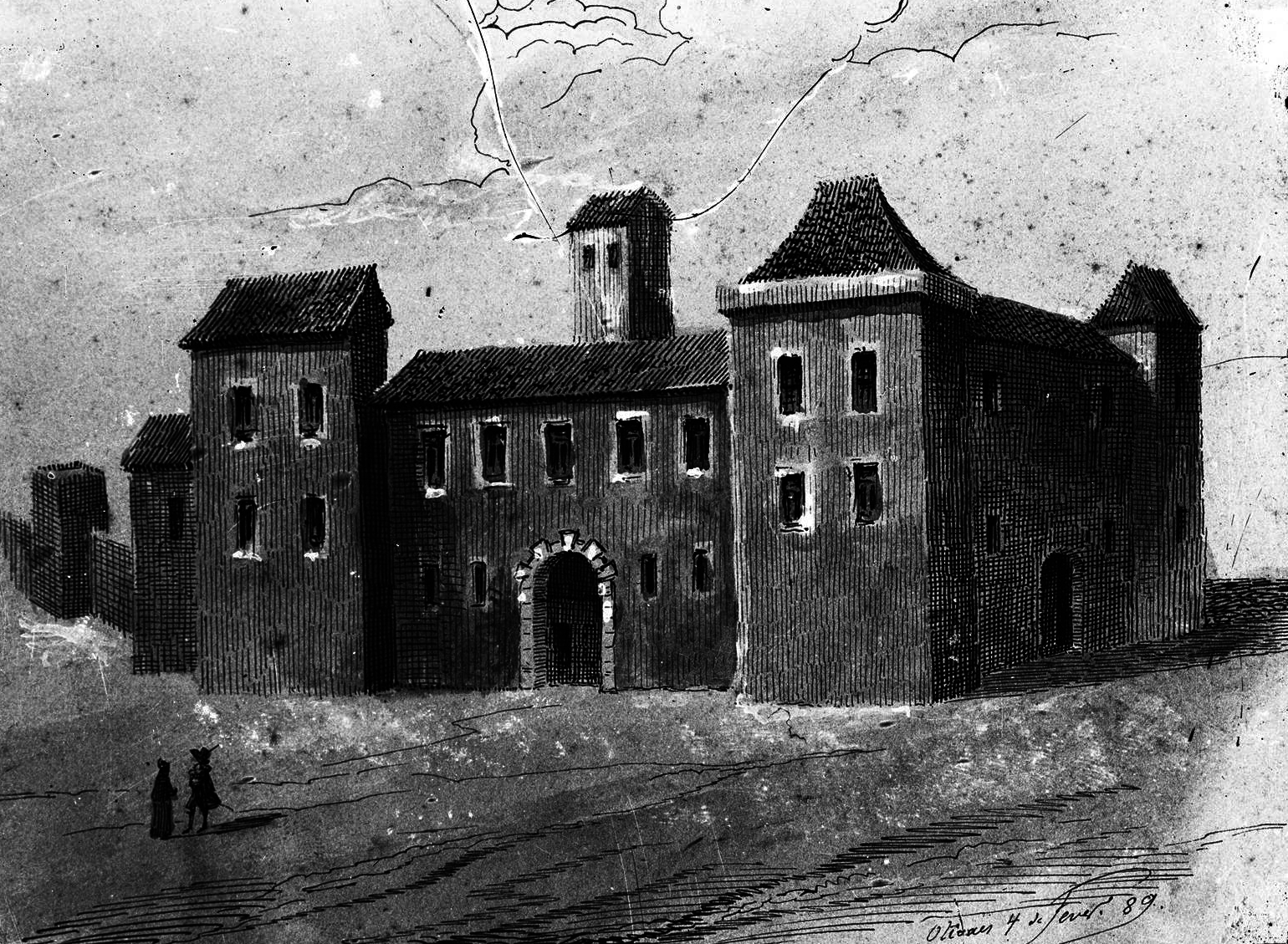
Palácio da Inquisição em Lisboa

Numa primeira fase foram organizados seis tribunais em Portugal em 1541: Évora, Lisboa, Tomar, Coimbra, Lamego e Porto. Essas localizações, combinadas com a nomeação de bispos e vigários locais como inquisidores, usavam a malha eclesiástica preexistente para implantar a instituição rapidamente.  Contudo, a partir de 1548 esses tribunais foram centralizados em Lisboa e Évora, em parte devido a problemas advindos do facto do Santo Ofício ter uma estrutura bastante espalhada e ser uma instituição ainda em processo de formação. Foi só a partir da década de 1560, com o restabelecimento do tribunal de Coimbra e a fundação do tribunal de Goa, que os tribunais se estabilizaram e tomaram forma mais definida. Tais formas prosseguiram sem grandes alterações até o declínio da Inquisição, no fim do século XVIII.
O Tribunal do Santo Ofício aceitava denúncias de todo o tipo, incluindo boatos, palpites e presunções, feitas fosse por quem fosse, independentemente da sua reputação ou posição do denunciante. Denúncias anónimas também eram aceites, se aos inquisidores parecesse que tal fosse adequado "ao serviço de Deus e ao bem da Fé", assim como eram aceites denúncias obtidas sob tortura. O regimento estipulava, porém, que os prisioneiros não deveriam aparecer nos autos-de-fé "mostrando sinais de tortura".
Um advogado nomeado pelo Santo Ofício era apenas um adereço; não acompanhava os réus nos interrogatórios e o seu papel era muitas vezes mais em desfavor do réu do que outra coisa.

### Métodos de punição
Havia uma política severa por parte das autoridades pela manutenção da ordem religiosa através da correção dos infratores. As principais formas de punição eram os castigos físicos — as galés, trabalhos forçados, açoitamentos, por exemplo —, as penas espirituais, os degredos, os confiscos e, em último caso, a pena de morte pelo fogo ou pelo garrote. O degredo consistia na exclusão do indivíduo de seu meio social até que sua índole fosse "corrigida" e então pudesse proporcionar "equilíbrio" para a nação. Sob o pretexto da salvação da alma e o seguimento da lei divina, o degredo nada mais era do que o afastamento dos indesejáveis por parte do estado, fazendo parte das engrenagens judiciais do poder monárquico.

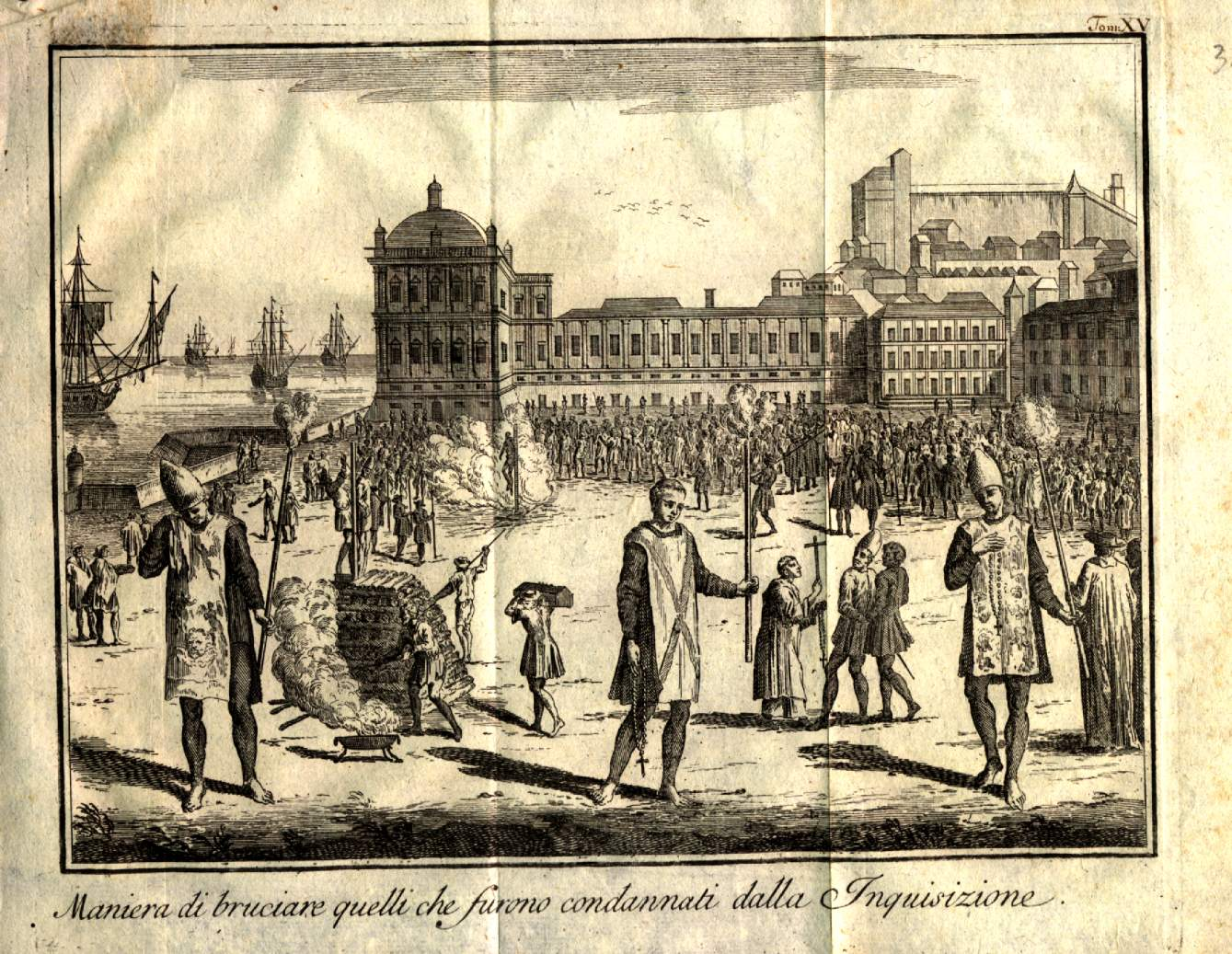
Gravura de artista anónimo do século XVII com os dizeres "O caminho para queimar aqueles que foram condenados pela Inquisição". A gravura mostra o Terreiro do Paço de Lisboa, antes do terramoto de 1755.

As acusações mais presentes nas listas dos autos de fé referentes a pena de degredo eram maioritariamente de cunho moral e religioso sendo elas, por ordem de frequência: criptojudaísmo, delinquência contra a moral católica, sodomia, bruxaria, blasfémia e bigamia.
A descrição atribuída aos homens e mulheres degredados vinha acompanhada de alcunhas relacionados com os seus pecados, além da denominação geral de "modestos", caracterizando-os como camponeses e artesãos. A nobreza, todavia, não ficava de fora das acusações ou de penas como o degredo. Apesar das tentativas de uso de seus títulos para diminuir a pena — que variava de cinco a dez anos — não conseguia livrar-se totalmente da condenação. 
Esse tipo de castigo estava inserido num amplo processo penal e era difundido em Portugal desde a Idade Média. Para a Inquisição esse castigo possuía função dupla: a primeira funcionava como mecanismo de defesa da ordem religiosa, enquanto a segunda remetia à purificação dos pecados cometidos. Para a exploração das terras brasileiras os degredados eram elementos importantes, uma vez que estavam em maior proporção do que os imigrantes voluntários. A presença marcante dos degredados aconteceu entre 1500 e 1531 durante as expedições, nas capitanias hereditárias (1534-1549) e nas primeiras décadas do governo geral.
No quadro geral das penas aplicadas, o confisco era uma das mais temidas armas de combate à heresia (ou mais particularmente ao judaísmo). O seu processamento ocorria sob dupla jurisdição: a dos Juízes do Fisco que promoviam os sequestros e executavam as sentenças e a dos inquisidores, que ordenavam as prisões e julgavam os casos. A prisão do indiciado procedia-se incontinente à apreensão de seus bens que, inventariados, eram recolhidos em depósito pelo Fisco que passava a administrá-los podendo, inclusive, aliená-los. Esse processo era chamado de sequestro. Passado o processo, caso o réu fosse absolvido, seus bens seriam restituídos; caso condenado, eram definitivamente tomados e sua venda pública era promovida. Esse segundo momento era chamado de confisco e o perdimento dos bens. Em concreto, porém, uma vez sequestrados preventivamente os bens, estavam praticamente perdidos tanto para os culpados, quanto para os inocentes, tão penosa resultava a sua recuperação; tudo fora vendido.
Assim, com a prisão iniciava-se a punição e quase sempre a ela seguia-se a condenação. Como essa punição estava ligada necessariamente ao sequestro, ela poderia, segundo Sónia Siqueira, "gerar a impressão de que era o interesse nos bens que induzia à condenação" dos acusados quando, na verdade, só os quase condenados eram presos e, portanto, alcançados pelo sequestro. Em relação aos confiscos, partia-se de uma presunção de culpabilidade familiar solidária, o que ocasionava que famílias inteiras, despojadas, passassem a ter de viver da caridade, passando fome e privações. Para o historiador Hermano Saraiva, o confisco das fortunas dos cristãos-novos foi objecto de "muito interesse", uma possível oportuna fonte de receita. Os cristãos-novos formavam, na sua maioria, uma classe média de capitalistas e mercadores, não sendo bem aceites nem pela pequena burguesia cristã-velha, nem pela nobreza.
Do dinheiro arrecadado pelos confiscos pagavam-se as despesas da Inquisição e do seu pesado mecanismo, mas também era fornecido parte à Coroa. Embora servissem para o sustento dos tribunais do Santo Ofício, os confiscos subsidiavam muito mais, inclusive equipamento de frotas e despesas de guerra do Estado. Contudo, o historiador António José Saraiva chegou à conclusão de que, embora o património confiscado pertencesse legalmente ao rei, era de facto administrado e usufruído pelos inquisidores; depois de descontadas as despesas da Inquisição — salários, visitas, viagens, autos-de-fé, entre outras — o que restava, pouco ou nada, é que seria entregue ao Tesouro Real. Ainda segundo as conclusões de A.J. Saraiva, é fácil entender porque é que os cofres da Inquisição estavam sempre crónicamente vazios. A Inquisição era um veículo para distribuir dinheiro e bens aos seus numerosos membros — uma forma de pilhagem, como na guerra, embora mais burocratizada.

## Atividade inquisitorial

### Visitas
As visitas de agentes inquisitoriais não aconteciam apenas nos grandes centros, mas alcançavam inclusive as regiões mais periféricas de Portugal. As visitas foram frequentes entre os séculos XVI e o início do XVII e eram responsáveis por ampliar a zona de ação do Santo Ofício. Os inquisidores se instalavam nos principais edifícios religiosos do país, onde recebiam as denúncias e confissões. Tal facto demonstra o grande prestígio dos agentes e a influência que tiveram durante a Inquisição perante a sociedade portuguesa.
Contudo, o número de visitas diminuiu no século XVII e a última visitação registada em Portugal aconteceu em 1637. Elas foram substituídas por uma rede de comissários (sobretudo dominicanos e jesuítas), que passaram a ser os responsáveis pela fiscalização da fé e dos costumes nos territórios mais distantes dos tribunais.

### Infrações perseguidas
Editais eram publicados com a intenção de imbuir na população uma melhor compreensão da jurisdição inquisitorial e de incitar delações. Havia vários tipos de editais e eles eram lidos em diversas ocasiões, como durante autos-de-fé e visitações. Os éditos de graça, por exemplo, previam penas mais brandas aqueles que confessassem seus delitos durante um período predefinido na publicação. Já os chamados Éditos de Fé costumavam ser divulgados no primeiro domingo da Quaresma ou após a chegada do visitador. Geralmente eram lidos no púlpito em um domingo e depois afixados nas portas das igrejas. Seu conteúdo apresentava uma lista com todos os crimes — pecados que eram passíveis de condenação por parte da Inquisição. Além dos casos de judaísmo, a Inquisição também processava o protestantismo, o islamismo, a blasfêmia, a feitiçaria, a sodomia, a bigamia, entre outros. Por outro lado, não era função do Santo Ofício julgar casos de homicídio e roubo, por exemplo, uma vez que esses crimes eram de responsabilidade da justiça secular. Ao Santo Oficio cabiam apenas os crimes considerados heréticos. Os Éditos também serviam para intimar os cidadãos a fazerem suas confissões e a denunciar as práticas heréticas de que tivessem conhecimento. Os que omitiam informações poderiam ser excomungados, caso descobertos. Além disso, caso uma denúncia fosse feita e uma testemunha fosse reconhecida, essa pessoa poderia ser intimada pelos inquisidores e ser autuada como “promotora de heresia”.

### Autos de fé

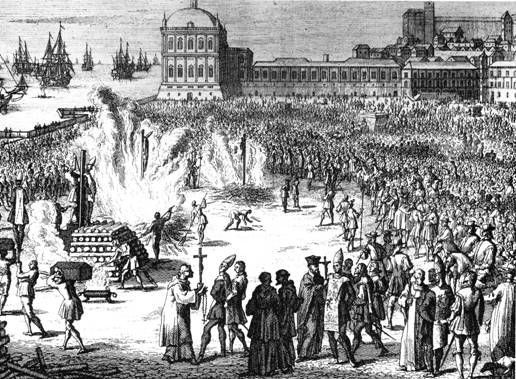
Representação de um auto de fé no Terreiro do Paço, em Lisboa, Portugal

O primeiro auto de fé lusitano ocorreu em 26 de setembro de 1540. Os autos eram considerados a cerimonia máxima de representação do poder Inquisitorial. Realizados nos distritos-sede dos tribunais, contavam com presenças ilustres de figuras da nobreza, inclusive da família real. Algumas pessoas, por razões que variavam desde o crime cometido ao contexto de cada condenação, eram sentenciadas de forma privada, sem precisar atender à cerimônia pública. Os condenados poderiam ser divididos entre reconciliados, ou seja, os que passariam por penitência e estariam reconciliados com a igreja, e os chamados "relaxados", que eram entregues à justiça secular para execução. Contudo, costumavam haver mais reconciliados que relaxados, de forma a reiterar o triunfo da fé sobre a heresia. Todos os condenados eram obrigados a usar "hábito penitencial", também conhecido como sambenito. Essa roupa continha imagens de chamas de fogo cuja posição variava, sendo para cima no caso dos reconciliados e para baixo no caso dos relaxados. Os condenados caminhavam em procissão até a praça onde se realizaria o Auto e então esperavam por sua vez de subir no cadafalso para ouvir a sentença que lhe seria proferida e também proclamar seu arrependimento e abjurar dos costumes heréticos.
De acordo com Henry Charles Lea, entre 1540 e 1794, os tribunais de Lisboa, Porto, Coimbra e Évora queimaram 1 175 pessoas vivas, e queimaram a efígie de outras 633 e impuseram castigos a 29 590 pessoas. No entanto, a documentação de 15 dos 689 autos de fé desapareceu, de forma que estes números podem subestimar levemente a realidade. Também se ignora quantas vítimas morreram nos cárceres da Inquisição em resultado de doenças, falta de condições e maus tratos; as prisões podiam-se prolongar por meses ou até anos aguardando confirmação dos "crimes".

### Julgamentos
Dificilmente há um item em todo o procedimento inquisitorial que possa ser enquadrado  nas exigências da justiça; pelo contrário, cada um de seus itens é a negação da justiça ou uma caricatura hedionda dela […] seus princípios são a própria negação das exigências feitas pelos conceitos mais básicos de natural justiça […] Este tipo de procedimento já não tem  nenhuma semelhança com um julgamento judicial, mas é antes a sua perversão sistemática e metódica.

Walter Ullmann 

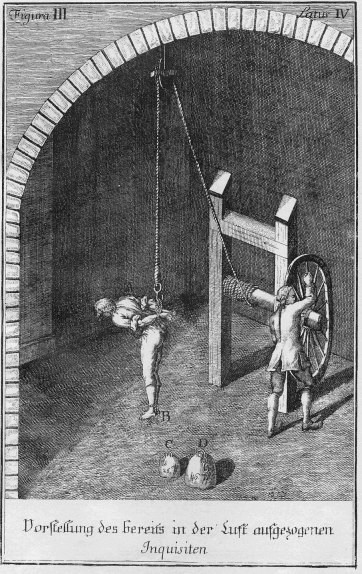
Na tortura do strappado, as mãos da vítima são atadas atrás das costas e o corpo é suspenso pelos pulsos, resultando em ombros deslocados. Pesos podem ser adicionados nos pés.

É possível conhecer os procedimentos da Inquisição por meio de seus Regimentos, ou seja, através dos códigos e regras procedurais da instituição. Existem quatro versões dos Regimentos, até à última, a "reformada" de 1774, patrocinada pelo Marquês de Pombal, a qual também prevê o uso legítimo da tortura e a realização de autos de fé. O Regimento de 1640 determinava que cada tribunal do Santo Ofício deveria possuir uma Bíblia, um compêndio de direito canónico e civil, o Directorium Inquisitorum do inquisidor Nicolas Eymerich, e o De Catholicis institutionibus de Diego de Simancas.
Os julgamentos da Inquisição eram secretos e a possibilidade de recorrer das decisões era nula. O procedimento consistia em interrogar o réu e constantemente pressioná-lo a confessar os "crimes" que lhe eram atribuídos. Os Inquisidores mantinham segredo sobre as acusações feitas e sobre as evidências que possuíam para, desse modo, conseguir uma confissão sem anunciar a acusação. Possíveis testemunhas também eram interrogadas e o Santo Ofício utilizava por vezes a tortura — o strappado (ou polé) e o potro — como método para conseguir as confissões necessárias. As sentenças eram decididas pelo voto da maioria que compunha a mesa da Inquisição, geralmente formada por três Inquisidores e um número variado de outros oficiais que podiam ser convocados a votar quando decisões precisavam ser tomadas. Para que as decisões ocorressem, eram necessários pelo menos cinco votos. Cada tribunal contava com seus próprios funcionários (advogados, promotores, notários e etc.) e sua própria prisão. Os guardas que serviam à inquisição também podiam depor contra os acusados: se enquanto preso um réu se recusasse a comer, por exemplo, essa ação poderia ser considerada um jejum, costume judaico.
Em diversos casos era comum que falsas acusações fossem feitas aos cristãos-novos e dificilmente era comprovada a inocência do acusado. Portanto, era mais conveniente, para muitos, dar uma confissão falsa aos inquisidores, incluindo uma lista de cúmplices imaginários, na esperança de não receber penalidades extremas, como a pena de morte, mas apenas o confisco de bens ou penalidades menores.
Durante a ação inquisitorial em Portugal, no tribunal de Lisboa, (cuja jurisdição abrangia Brasil e África Ocidental) 68% de todos os processos entre 1540 e 1629 foram relacionados a acusações de judaísmo; no tribunal de Coimbra, de 1566 a 1762, a percentagem era de 83%; e no tribunal de Èvora, de 1553 a 1688, a proporção era de 84%.

## A extensão ultramarina

### Brasil
Num primeiro momento, o Brasil serviu de refúgio para os cristãos-novos que conseguiram escapar das punições na metrópole. Por muito tempo, também serviu como lugar de degredo. Entretanto, a partir da divisão do território em capitanias hereditárias (1534) a imigração voluntária intensificou-se e iniciou-se a delegação de capitães donatários. A questão populacional não se restringia mais a esses dois grupos o que fortaleceu a atividade inquisitorial no território na mesma proporção.
A ação inquisitorial no Brasil deu-se inicialmente por meio das visitações. Um visitador, nomeado pelo Santo Ofício, viajava para a colónia com o poder de prender e julgar casos que pudesse considerar crimes. O seu objectivo era corresponder à falta de um tribunal permanente na região (apesar de inúmeras tentativas de criação). A primeira dessas expedições ocorreu entre 1595 e 1598, passando pela Paraíba, Pernambuco e Baía. Entretanto, este sistema não mostrou muitos resultados quando comparado aos investimentos, além de dar margem aos excessos cometidos pelos visitadores. Sendo assim, a última visita ocorreu em 1760, passando pelo Pará e Maranhão.
Diante das dificuldades apresentadas, a ação da Inquisição passou a se apoiar cada vez mais nos agentes locais, ou seja, nos membros do clero ali presentes, comissários e familiares. Este sistema dava-se através do envio das denúncias para o tribunal de Lisboa que, após analisadas pelos inquisidores, eram devolvidas com o respetivo mandado de prisão para cada correspondente local podendo, assim, prender os réus e enviá-los para Portugal. Foi dessa forma que a maioria das prisões no Brasil foram efetuadas. As principais acusações eram as de judaísmo, seguidas de heresia e bigamia, mas o número de prisões ou qualquer tipo de ocorrência registada no Brasil foi muito inferior ao português, tendo como exemplo em Pernambuco, onde se registaram 200 prisões para 700 denúncias.

### Goa

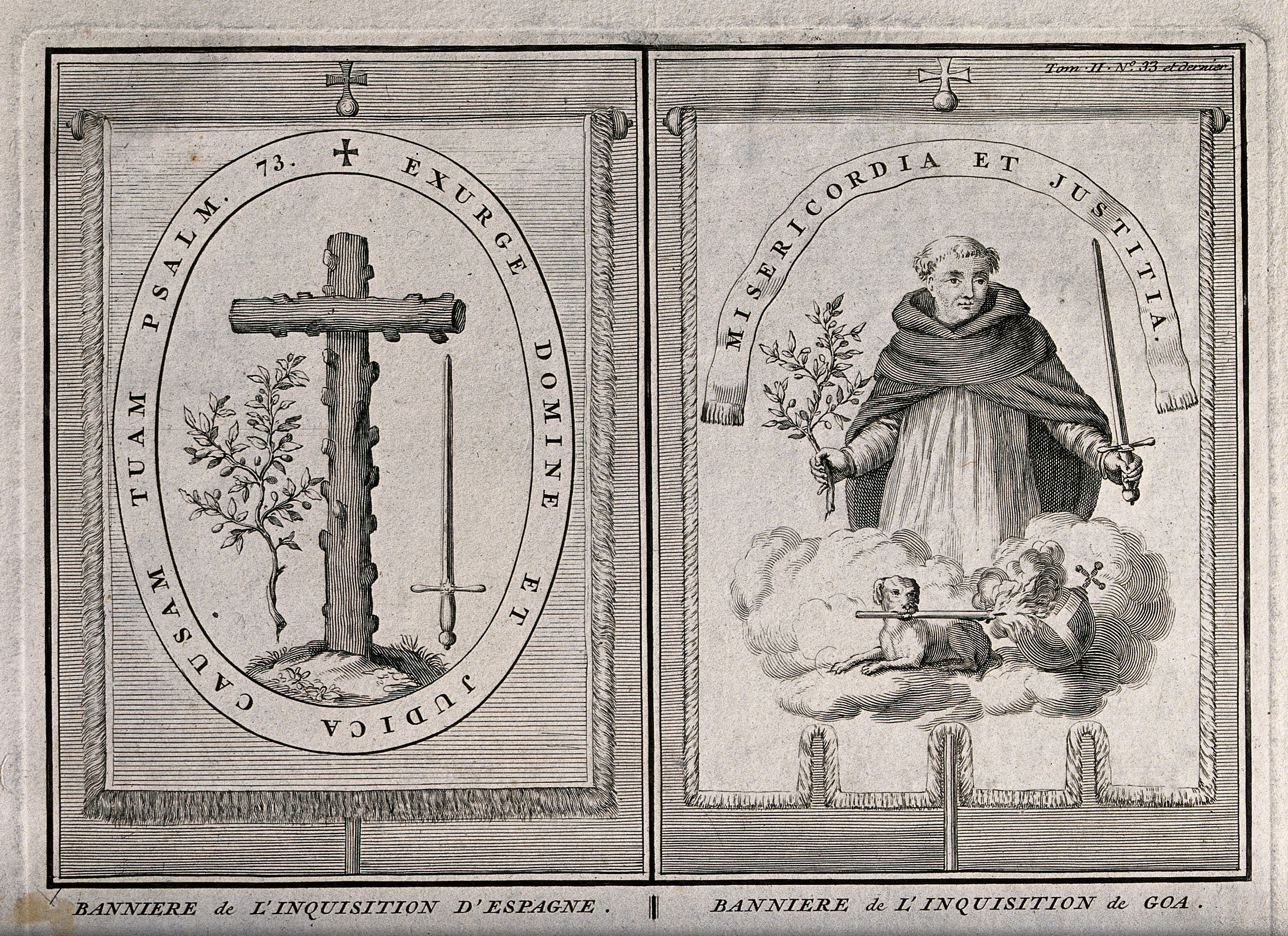
À esquerda, o estandarte da Inquisição espanhola; à direita, o estandarte da Inquisição em Goa

O tribunal de Goa, na Índia, foi fundado em 1560. Foi o único tribunal inquisitorial situado em território ultramarino e com jurisdição sobre todo os territórios portugueses do oriente, ou seja, do leste africano ao Timor. Devido à instabilidade da região no século XVI, os inquisidores de Goa tentaram evitar condenações à morte para os convertidos que retornassem à suas práticas antigas. Assim, o tribunal costumava a se ocupar mais com portugueses, tanto os que fossem cristãos-novos quanto àqueles que se atraíssem pelos cultos locais. Isso acontecia porque temiam que possíveis castigos públicos a nativos recém-convertidos pudessem alimentar um sentimento de revolta contra os colonizadores que estavam em desvantagem numérica na região. No século XVII, porém, o tribunal goês teve sua maior intensidade persecutória, e a partir da década de 1590 as gentilidades, como oferendas a divindades locais e práticas nativas que eram entendidas como feitiçaria, passam a ser o foco central do Santo Ofício no Oriente.
Mais de um século depois, em 1774, o Marquês de Pombal acabou abolindo a Inquisição de Goa e todos os prisioneiros foram libertados. Contudo, após a renúncia de Pombal em 1777, a Inquisição de Goa foi restaurada e funcionou até ser definitivamente extinta em 1812 por pressão britânica no 
contexto da invasão napoleónica da península Ibérica. Nesse período, D. João VI, o então príncipe regente, estava no Brasil e ordenou ao frade Tomás de Noronha que selecionasse alguns documentos que valessem a pena ser conservados. Cerca de 2 000 documentos foram escolhidos e o restante foi queimado. Esses documentos encontram-se armazenados na Biblioteca Nacional no Rio de Janeiro e alguns outros que chegaram a Lisboa em outros momentos do funcionamento da Inquisição também estão acessíveis, porém, a maioria da documentação, incluindo os registos dos julgamentos, completos ou incompletos, foram perdidos. 

## Adversários e vítimas

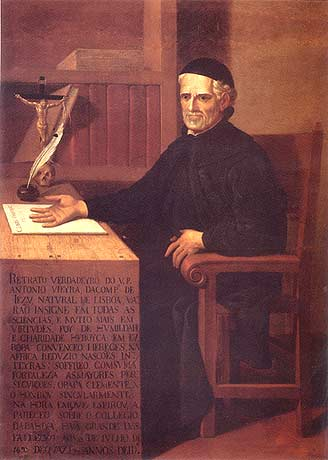
Padre António Vieira, retrato de autor desconhecido. Vieira foi também um grande defensor dos índios brasileiros, e pela abolição da escravatura.

O Padre António Vieira (1608–1697), ele próprio um jesuíta, filósofo, escritor e orador, foi um dos mais importantes adversários da Inquisição. Preso pela Inquisição por "proposições heréticas, temerárias, mal soantes e escandalosas" em outubro de 1665, aprisionado até dezembro de 1667, após a sua libertação foi para Roma. Pela sentença inquisitorial, estava proibido de ensinar, escrever ou pregar. Só talvez o prestígio de Vieira, a sua inteligência e apoios junto de membros da família real o salvaram de maiores consequências.
Pensa-se ter sido o autor do célebre escrito anónimo "Notícias Recônditas do Modo de Proceder a Inquisição de Portugal com os seus Presos", que revela um grande conhecimento do interior do mecanismo inquisitorial, e que teria sido por ele entregue ao papa Clemente X a favor da causa dos perseguidos da Inquisição. Certo é que esta esteve suspensa por ordem papal entre os anos de 1674 a 1681.
O Padre Vieira em Roma, onde passou seis anos, liderava um movimento anti-inquisição.  Além das objeções humanitárias, outras tinha A. Vieira, que constatava estar a ser atacada uma classe média mercantil que bastante falta faria ao desenvolvimento económico do país.

## Pesquisa histórica
Já no primeiro quartel do século XVIII, foi reconhecida a necessidade científica de realizar um estudo histórico da Inquisição Portuguesa. Assim, na conferência da Real Academia da História Portuguesa de 5 de janeiro de 1721, foi confiada ao Padre Pedro Monteiro, um Dominicano, a tarefa de um estudo da Inquisição. O estudo foi iniciado, mas nunca concluído. Ninguém até ali escrevera sobre o assunto, não existia nenhum estudo anterior a seguir. A Inquisição estava ainda ativa e exigia sigilo. Pedro Monteiro, depois de muitos anos de atrasos e autocensura, desistiu.
Depois disso, a "História dos principais actos e procedimentos da Inquisição em Portugal", foi publicada por volta de 1847 anonimamente, mas foi mais tarde atribuída a António Joaquim Moreira (e José Lourenço de Mendonça). O texto original fazia parte de uma "História geral de Portugal" (1842, Tomo IX), traduzida de um livro do historiador alemão Henrique Schaeffer, e estava em falta (suprimido ou rasgado) no exemplar existente na Biblioteca Nacional de Lisboa.
Somente a partir de 1854 até 1859 Alexandre Herculano escreveu História da Origem e Estabelecimento da Inquisição em Portugal um de seus livros mais famosos, uma obra magistral.   Segundo as suas próprias palavras, é um estudo sobre “os vinte anos de luta entre D. João III e os seus súbditos hebreus, ele para estabelecer definitivamente a Inquisição, eles para lhe obstarem”.
Em tempos mais recentes em Portugal, na década de 1960, a PIDE (a polícia política da ditadura do Estado Novo) considerou proibir o trabalho de António José Saraiva sobre a Inquisição Portuguesa. Segundo o responsável que analisou o livro, não fazia sentido proibi-lo, então na sua terceira edição, mas sim impedir a sua divulgação; além disso, o trabalho foi considerado menos severo que o de Alexandre Herculano, que era bem mais antigo, sobre o mesmo assunto.

## Declínio e fim
Embora extinta oficialmente em 1821, a Inquisição Portuguesa foi perdendo a sua força durante a segunda metade do século XVIII sob a influência de Sebastião José de Carvalho e Melo, o Marquês de Pombal (1699–1782), que dizia opor-se claramente aos métodos inquisitoriais, classificando-os como actos "contra a humanidade e os princípios cristãos". Apesar de ele próprio ter utilizado a Inquisição para os seus próprios fins, como quando achou necessário eliminar o padre Gabriel Malagrida, e de usar de clara desumanidade contra os Távoras. Paulo de Carvalho e Mendonça, irmão do Marquês de Pombal, dirigiu a Inquisição de 1760 até 1770.
Na visão de alguns historiadores, os feitos pombalinos, somados ao processo de secularização da sociedade no Século das Luzes, foram fundamentais para a extirpação das práticas da inquisição em terras portuguesas. Após a extinção da Inquisição, comenta A. Saraiva, o único vestígio de 238 anos dessa obsessão são os infindáveis arquivos inquisitoriais (mais de 35 000 processos), depositados na Torre do Tombo após a abolição, em 1821. As alegadas "legiões" de judaizantes desapareceram da noite para o dia.